# Une double famille
Une double famille (em português Uma dupla família) é um romance de Honoré de Balzac, surgido inicialmente em 1830, depois em 1832 sob o título de La Femme Vertueuse (A mulher virtuosa) na edição Mame et Delaunay, nas Cenas da Vida Privada da Comédia Humana. Em 1836, é editado por Madame Béchet, nos Estudos de costumes. Só recebe seu título definitivo em 1842, em sua quinta edição no tomo I das Cenas da Vida Privada.
O romance é composto de duas partes, duas histórias que formam uma única, porque tratam de um adultério (dupla vida, dupla família) de certa forma justificado. "Balzac faz partir aqui duas ações convergentes, começando aliás pela mais recente. Ambas, admiravelmente bem conduzidas, decorrem com inexorável lógica dos respectivos ambientes." Desde o começo, a decoração lembra o ambiente de Ferragus. Em um bairro sujo, em uma casa sórdida, uma velha oferece aos passantes uma criatura angelical (sua filha). Será o conde de Granville, infeliz em um casamento com uma mulher muito devota, que ficará apaixonado pela grisette.
O autor se posiciona contra o excesso do fanatismo e contrasta a decoração do interior de uma casa aristocrática (segundo um princípio que lhe é caro) à sujeira de um bairro parisiense sórdido e à alegre decoração de um apartamento de grisette (outro princípio que lhe é caro). A casa de madame de Granville é à sua imagem e semelhança: secura, fria solenidade, retidão e polidez, enquanto o alojamento da grisette, como aquele da Torpille, é um lugar de delícias.

## Enredo
Caroline Crochard (Carolina na edição brasileira organizada por Paulo Rónai), uma bela jovem vivendo com sua mãe em condições sórdidas, passa seu tempo à janela costurando. O juiz Granville, um aristocrata casado muito jovem com uma fanática, e infeliz na união, se apercebe da jovem e fica apaixonado. Balzac então conduz o leitor a alguns anos mais tarde, onde a mesma jovem está ricamente instalada em um apartamento luxuoso, com dois filhos que o pai, Roger (Rogério) de Granville, aristocrata e magistrado cuja honestidade se avaliou em Um caso tenebroso, não pôde reconhecer, pois era casado.
Ao final do romance, Granville alerta o filho para que não repita em sua vida o mesmo erro que ele cometeu: "Quando te casares, não o faças levianamente, pois que esse ato é o mais importante de quantos a sociedade nos obriga a realizar. Lembra-te de estudar muito atentamente o caráter da mulher com a qual deves associar-te [...] A falta de união entre dois cônjuges, seja qual for a causa que a determine, traz desgraças espantosas."

## Crítica
Essa narrativa é talvez considerada uma obra menor de Balzac, que não lidava muito bem com o gênero melodramático. Destaca-se seu talento de retratista na personagem de Carolina, talento que ele estende e refina ao longo de toda a Comédia Humana. Dignas de nota também a ambientação parisiense ("Não é por acaso que Balzac faz desenrolar a história da dupla família dentro da capital; o cenário parisiense constitui parte integrante do enredo.") e a descrição quase caricatural da beatice da esposa do magistrado, que acaba inviabilizando o casamento: "Nessas casas sinistras e implacáveis, a beatice vê-se nos móveis, nas gravuras, nos quadros: o modo de falar é beato, o silêncio é beato e os rostos são beatos. A transformação dos homens e das coisas em beatice é um mistério inexplicável. Mas o fato existe." Ao final da história ocorre um salto cronológico que deixa o leitor um tanto perplexo ("Dir-se-ia que o escritor tem pressa em resolver um conflito que preparara tão demoradamente"), mas a lacuna será preenchida em outros romances onde o Conde de Granville também aparece.